# Euhybus smarti
Euhybus smarti är en tvåvingeart som beskrevs av Smith 1963. Euhybus smarti ingår i släktet Euhybus och familjen puckeldansflugor. Inga underarter finns listade i Catalogue of Life.